# Eriogaster
Genre
Le genre Eriogaster regroupe des insectes lépidoptères de la famille des Lasiocampidae.

## Systématique
Le genre Eriogaster a été décrit par l'entomologiste allemand Ernst Friedrich Germar en 1810.
L'espèce type pour le genre est Eriogaster lanestris (Linnaeus, 1758).

### Synonymie
- Gastris Billberg, 1820[2]

## Liste des espèces
- Eriogaster acanthophylli Christoph, 1882.
- Eriogaster arbusculae Freyer, 1849 — Laineuse de l'aulne vert ou Laineuse du saule nain.
- Eriogaster catax (Linnaeus, 1758) — Bombyx Evérie ou Laineuse du prunellier.
- Eriogaster czipkai La Lajonquiére, 1975.
- Eriogaster daralagesia Zolotuhin, 1991.
- Eriogaster henkei Staudinger, 1879.
- Eriogaster lanestris Linnaeus, 1758 — Bombyx laineux ou Laineuse du cerisier. Espèce type pour le genre.
- Eriogaster neogena Fischer von Waldheim, 1824.
- Eriogaster nippei de Freina, 1988.
- Eriogaster pfeifferi Daniel, 1932.
- Eriogaster reshoefti Schulte et Witt, 1975.
- Eriogaster rimicola (Denis & Schiffermüller, 1775) — Laineuse du chêne ou Bombyx rimicole.